# XI. Antiokhosz szeleukida uralkodó
XI. Antiokhosz Epiphanész (Aντιóχoς Έπιφάνης, ? – Kr. e. 92) ókori hellenisztikus király, a Szeleukida Birodalom uralkodója (Kr. e. 94–től haláláig), VIII.  Antiokhosz Grüposz gyermeke volt.
Kr. e. 94-ben lépett fel ellenkirályként öccse, Philipposz támogatásával, amikor unokafivérük, X. Antiokhosz Euszebész legyőzte bátyjukat, VI. Szeleukoszt. Seregei élén Antiokheiára támadt, de nem tudta bevenni a várost. Végül az Orontész mentén ütközött meg riválisával, de vereséget szenvedett, és menekülés közben a folyóba fulladt. Trónigényét fivére, Philipposz vitte tovább.